# Богатино (Болгария)
Богатино (болг. Богатино) — село в Болгарии. Находится в Кырджалийской области, входит в общину Ардино. Население составляет 116 человек.

## Политическая ситуация
В местном кметстве Богатино, в состав которого входит Богатино, должность кмета (старосты) исполняет Юзджан Яшар Махмуд (Движение за права и свободы (ДПС)) по результатам выборов.
Кмет (мэр) общины Ардино — Ресми Мехмед Мурад (Движение за права и свободы (ДПС)) по результатам выборов.